# Капитанската дъщеря (филм, 1958)
Вижте пояснителната страница за други значения на Капитанската дъщеря.
„Капитанската дъщеря“ (на руски: Капитанская дочка) е съветска историческа драма от 1958 година, заснета от Мосфилм, адаптация на едноименния роман на А.С.Пушкин.

## Сюжет
Благородника Пьотр Гриньов (Олег Стриженов) е призован за военна служба и по пътя към своята част попада в снежна буря. Добирайки се до най-близкия хан, той подарява в знак на признателност на водача си, Емелян Пугачов (Сергей Лукянов) овча кожа. Гриньов е разпределен да служи в малка крепост. Той се влюбва в дъщерята на коменданта, Маша (Ия Арепина) и скоро след това е ранен в дуел от нейния обожател, офицера Швабрин (Вячеслав Шалевич). Пугачов организира въстание, превзема крепостта, екзекутира родителите на Маша и изпраща Гриньов да си върви у дома. Скоро той получава писмо от Маша, в което пише, че Швабрин е станал съучастник на Пугачов и я принуждава да се омъжи за него. С помощта на един атаман, Гриньов измъква Маша. След потушаването на въстанието, плененият Швабрин клевети Гриньов, обвинявайки го в съучастничество с бунтовниците, но Маша отнася въпроса директно до императрица Екатерина II (Варвара Мясникова) и той е оправдан. Пугачов е екзекутиран в грандиозна церемония.

## В ролите
- Олег Стриженов като Пьотр Гриньов
- Ия Арепина като Маша Миронова
- Сергей Лукянов като Емелян Пугачов
- Юрий Катин-Ярцев като генерала
- Варвара Мясникова като императрица Екатерина II
- Вячеслав Шалевич като Швабрин
- Борис Новиков като Максимич
- Павел Павленко като Иван Игнатиевич
- Анатолий Шишков като Савелич
- Ирина Зарубина като Василиса Егоровна
- Владимир Дорофеев като капитан Миронов, бащата на Маша
- Георгий Светлани като писаря
- Никифор Колофидин като бащата на Пьотр Гриньов
- Владимир Соловьов като следователя
- Лев Золотухин като майор Иван Зурин
- Александра Денисова като Акулина Панфиловна

## Награди
- Награда Златно платно за най-атрактивен филм от Международния кинофестивал в Локарно, Швейцария през 1959 година.
- Втора награда за най-добри декори на Евгений Куманков от Всесъюзния кинофестивал в Киев през 1959 година.
- Диплома за участие в Международния кинофестивал във Ванкувър, Канада през 1960 година.
- Диплома за участие в Международния кинофестивал в Монреал, Канада през 1960 година.
- Диплома за участие в Международния кинофестивал в Статфорд през 1960 година.